# Ханила
Ха́нила (эст. Hanila) — деревня в волости Ляэнеранна уезда Пярнумаа, Эстония.
До административной реформы местных самоуправлений Эстонии 2017 года входила в состав волости Ханила уезда Ляэнемаа (упразднена).

## География и описание
Расположена недалеко от шоссе Ристи, на пересечении дорог Массу и Хыбесалу, в 16 км к юго-западу от волостного центра — города Лихула, и в 56 к северо-западу от уездного центра — города Пярну. Расстояние до порта Виртсу по шоссе — 8 км. Высота над уровнем моря — 5 метров.
На территории деревни расположено озеро Кассе-лахт, на западе она граничит с озером Мыйзалахт.
Климат умеренный. Официальный язык — эстонский. Почтовый индекс — 90105.

## Население
По данным переписи населения 2021 года, в Ханила насчитывалось 27 жителей, из них 26 (96,3 %) — эстонцы.
По данным переписи населения 2011 года, в  деревне проживал 41 человек, из них 40 (97,6 %) — эстонцы.
Численность населения деревни Ханила по данным переписей населения:
| Год  | 1959 | 1970 | 1979  | 1989 | 2000 | 2011 | 2021 |
| ---- | ---- | ---- | ----- | ---- | ---- | ---- | ---- |
| Чел. | 17   | ↗ 25 | ↗ 118 | ↘ 68 | ↘ 41 | → 41 | ↘ 27 |

## История
Ранее считалось, что Ханила — это упомянутая в записях арабского географа Мухаммада аль-Идриси в 1154 году Анхель (انهو‎), в настоящее время это мнение признано ошибочным.
В 1217–1218 годах упоминается Haniale, в 1224 году — Hanhele.
Населённый пункт возник на землях церковной мызы Ханнель (нем. Pastorat Hannehl, Ханила, эст. Hanila kirikumõis) в 1920-х годах, в ходе земельной реформы. Примерно в 1939 году он получил официальный статус деревни.
С 1971 года деревня была центром Ханилаского сельсовета.
В 1977 году, в период кампании по укрупнению деревень, с Ханила были объединены деревни Кайту (эст. Kaitu, в 1782 и 1798 годах упоминается Kaito, в 1913 году — Koitko) и Куревере (эст. Kurevere, в 1478 году упоминается Kurver (деревня), в 1689 году — Kurrefer).
В деревне находятся Ханилаская церковь святого Павла, кладбище и основанный в 1993 году Ханилаский музей имени Аугуста Тампярга (August Tampärg (1913—1997) — житель деревни, основатель этого краеведческого музея).

### Советские памятники
В 1950 году на находящейся на кладбище Ханила братской могиле советских воинов, павших во Второй мировой войне (исторический памятник с 1997 до 2023 года) был установлен памятник с надписью «Здесь похоронены воины Советской армии, павшие за освобождение Советской Эстонии в сентябре—декабре 1944 года [имена]». Рабочая группа по советским памятникам при Госканцелярии Эстонии (РГСП) в своём протоколе от 30 ноября 2022 года признала этот памятник «нейтральным  монументом», но рекомендовала надпись над именами погибших заменить. Здесь в основном похоронены советские солдаты, умершие в 1944 году в госпитале, действовавшем в здании Ханилаской школы

Братская могила советских воинов, павших во II мировой войне, в Ханила, 2012 год. Обелиск демонтирован в 2022 году

На другой братской могиле советских воинов (исторический памятник с 1997 до 2023 года) на деревенском кладбище в 1950 году был установлен памятник-обелиск с надписью «Вечная слава героям, павшим в боях за свободу и независимость нашей Родины 1941—1945» и перед ним плита с таким же текстом, как на первом памятнике: «Здесь похоронены воины Советской армии, павшие за освобождение Советской Эстонии в сентябре—декабре 1944 года [имена]». Этот памятник РГСП признала «красным монументом», т. е. подлежащим демонтажу. 29 августа 2022 года волостные власти перевезли обелиск в музей Виртсу и вместо него установили т.н. нейтральный знак: на поверхности земли тёмно-серая плита на белой плите несколько большего размера и с табличкой на эстонском языке «Жертвы Второй мировой войны». Плита с именами была оставлена на прежнем месте (см. Список советских военных памятников Эстонии).

## Комментарии
1. ↑  Эстонские топонимы, оканчивающиеся на -а, не склоняются и не имеют женского рода (исключение — Нарва)[11].